# Клюни
Вижте пояснителната страница за други значения на Клюни.
Клюнѝ (на френски: Cluny) е град в източна Франция, част от департамента Сон е Лоар на регион Бургундия-Франш Конте. Населението му е около 4 830 души (2017).
Разположен е на 244 метра надморска височина в североизточния край на Централния масив, на 18 километра северозападно от Макон и на 75 километра северно от Лион. Селището възниква около основаното през 909 година Абатство Клюни, което оказва силно влияние върху западноевропейския обществен живот през Средновековието. Днес основна стопанска дейност е туризмът.

## Известни личности
Починали в Клюни
- Геласий II (1060 – 1119), римски папа
- Хуго I (1057 – 1093), херцог на Бургундия